# Jarosław
Jarosław ([jaˈrɔswaf]; ukrainska: Ярослав [jɑrɔˈslɑu̯]; jiddisch: יאַרעסלאָוו Yareslov; tyska: Jaroslau) är en stad i sydöstra Polen belägen vid floden San, 100 kilometer väster om Lviv. Staden hade 38 217 invånare (2016).

## Vänorter
Jarosław har följande vänorter:
- Dingelstädt, Tyskland
- Humenné, Slovakien
- Javoriv, Ukraina
- Kőbánya, Ungern
- Michalovce, Slovakien
- Orange, Frankrike
- Svidník, Slovakien
- Uzjhorod, Ukraina
- Vyškov, Tjeckien